# Miodarka

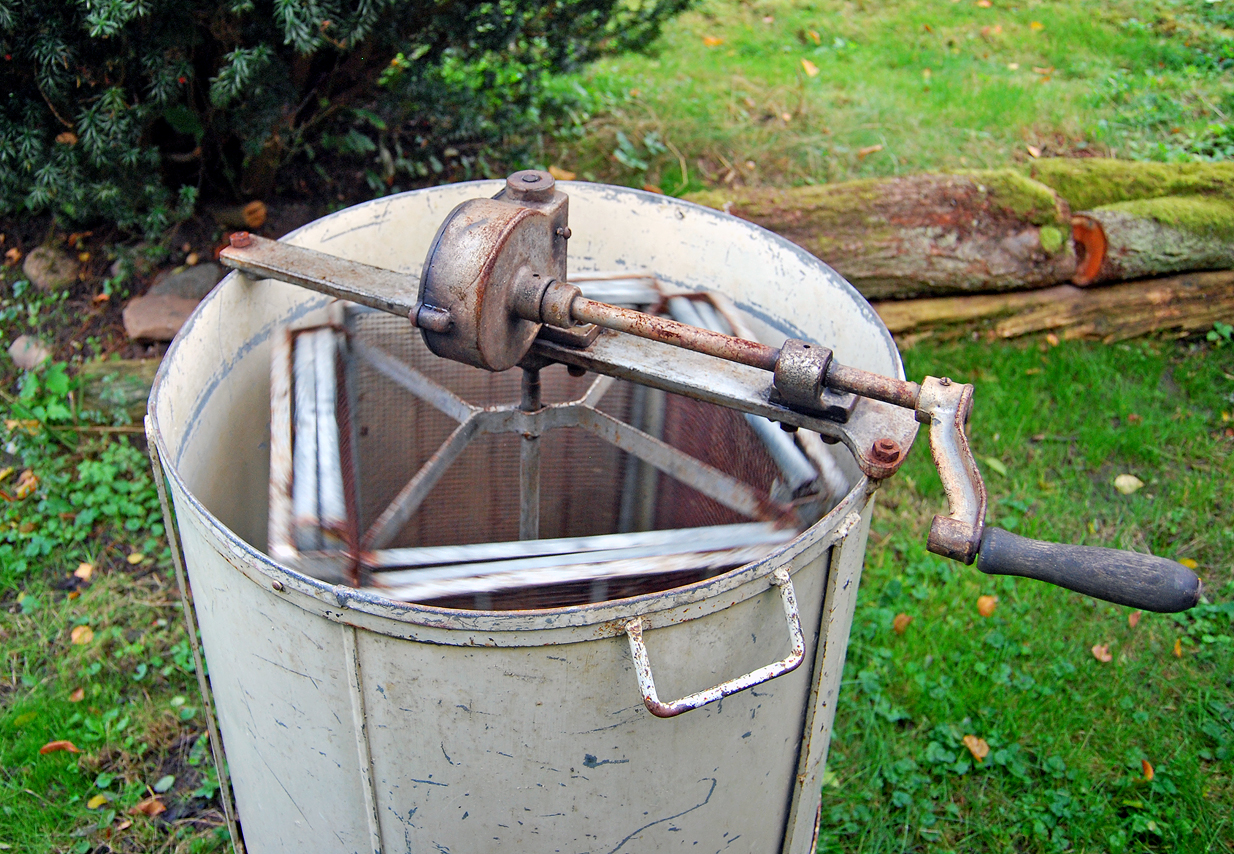
Miodarka chordalna (łac. chorda — cięciwa koła)

Miodarka (wirówka do miodu) – przyrząd do wydobywania miodu z plastrów pszczelich pod działaniem siły odśrodkowej.

## Historia
Pierwotnie wytapiano miód na gorąco lub wygniatano, niszcząc plastry. W roku 1865, słowacki pszczelarz František Hruška wynalazł przyrząd do oddzielania miodu od plastrów za pomocą siły odśrodkowej. Przyrząd ten z czasem udoskonalono. Wynalazek ten odegrał dużą rolę, gdyż znacznie poprawił efektywność zbierania miodu i zapoczątkował nowoczesne pszczelarstwo.

## Budowa
Miodarka składa się z cylindrycznego stalowego zbiornika z kranem odpływowym przy dnie, przez który ścieka miód. Wewnątrz bębna znajduje się wirnik (kosz), połączony z mechanizmem napędowym. Do wirnika wkłada się ramki i pod wpływem siły odśrodkowej miód wylatuje z komórek plastra. Mniejsze miodarki napędzane są ręcznie za pomocą korby, większe napędem elektrycznym.

### Podział miodarek
- Miodarka chordalna – siła odśrodkowa działa prostopadle do płaszczyzny plastra i prawie jednakowo na całą jego powierzchnię. Wirowanie plastrów wymaga tu przynajmniej dwukrotnego ich obracania. Najczęściej spotyka się miodarki hordialne, jednorazowo mieszczące na 3–6 plastrów.

- Miodarka radialna – siła odśrodkowa działa równolegle do powierzchni plastrów i odwirowywanie miodu następuje jednocześnie z obu stron plastra. Pojemność kosza miodarki radialnej wynosi od kilkunastu do kilkudziesięciu plastrów.

- Miodarka semiradialna – plastry ustawiane są w kasetach pod kątem mniejszym niż 90° do promienia wirnika. Podczas obracania się wirnika w jednym kierunku odwirowywana jest jedna strona plastra. Po zmianie kierunków obrotów, wahadłowo zamocowane kasety samoczynnie ustawiają się pod tym samym kątem, po przeciwnej stronie promieni i odwirowuje się druga strona plastra. Miodarka semiradialna może pomieścić do 50 plastrów i więcej.